# 新沃兹内森卡 (第聂伯罗彼得罗夫斯克州)
48°17′3″N 35°44′57″E / 48.28417°N 35.74917°E
新沃茲内森卡（烏克蘭語：Нововознесенка），是烏克蘭的村落，位於該國中部第聶伯羅彼得羅夫斯克州，由錫內利尼科韋區罗兹多雷市镇負責管轄，處於中捷爾薩河左岸，距離羅茲多利亞0.5公里，2001年人口72。